# Camilla e il Grande Fratello
Camilla e il Grande Fratello è un romanzo giallo di Giuseppe Pederiali del 2005, il terzo che vede protagonista l'investigatrice Camilla Cagliostri.
Il romanzo è stato tradotto in tedesco col titolo Die Todesshow ("Lo show della morte").

## Trama

### Parte prima: La diva del momento
Il commissario Savino affida all'ispettore Camilla Cagliostri il compito di proteggere l'attrice Vanessa Silvi, che ha ricevuto minacce di morte, durante la sua permanenza in provincia di Modena per controllare i lavori di ristrutturazione di una villa di campagna che ha acquistato. Prima dell'arrivo di Vanessa in città, Camilla fa la conoscenza dei suoi parenti più stretti: la sorella Gabriella, casalinga di mezza età sposata a un funzionario di banca, e la nipote Tiziana, studentessa diciottenne del DAMS di Bologna molto legata alla zia.
Il giorno successivo all'arrivo dell'attrice a Modena, questa sparisce dall'albergo in cui è alloggiata senza lasciar traccia. Un sopralluogo di Camilla e Tiziana alla villa di proprietà di Vanessa non restituisce altro indizio che una pozza di sangue; come se non bastasse, il commissario Savino informa Camilla che ci sono state altre due sparizioni di persona nel Modenese, il floricoltore nonantolese Tonino Braida e la commessa della Coop Catia Malavasi, e i giornali locali già parlano di sequestri di persona. Ancora accompagnata da Tiziana, Camilla si reca a Roma per perquisire la casa di Vanessa in Piazza di Spagna, dove trova delle fotografie compromettenti, e parlare con persone del suo entourage, tra cui l'agente di spettacolo Carla Celio e l'attore Massimo Gala, che era stato l'amante della Silvi.
Tornata a Modena, una sera Camilla viene aggredita sotto casa da un uomo che riconosce come romeno, ma viene salvata dall'intervento dell'agente Donato Barleri, dal quale si era appena congedata. L'investigatrice si fa poi raccontare da Gabriella l'infanzia e l'adolescenza di Vanessa ed è contattata da un'amica della scomparsa che le consegna una lettera, ricevuta qualche tempo prima, in cui Vanessa accennava in modo sibillino ai motivi per cui voleva tornare più spesso a Modena.
Nel frattempo avvengono altre due sparizioni: quella dell'imprenditore Gianni Barbieri e quella dell'indossatrice Loredana Berri. Tutti gli scomparsi hanno la caratteristica di essere piuttosto giovani e attrenti, e l'ispettore si chiede se anche la sua aggressione non fosse un tentativo di sequestro. Da Roma viene inviato il commissario Sergio Beggiato, un poliziotto con fama di duro, per risolvere i casi. Savino ordina a Camilla di tenersi fuori dalle indagini ma questa continua andando a far visita a Delma Malavasi, la madre di Catia.

### Parte seconda: Il Grande Fratello
Camilla riceve dal giornalista Stefano Marchetti la copia di una videocassetta nella quale si vedono Braida, Barbieri, la Malavasi e la Berri in una casa provvista di telecamere come quella della trasmissione televisiva del Grande Fratello. Spicca l'assenza di Vanessa Silvi. Una voce fuori campo annuncia che i concorrenti di volta in volta decideranno a maggioranza chi abbandonerà la casa venendo soppresso, e che l'unico vincitore avrà fama e ricchezza. 
Alla questura di Modena si respira un'aria di grande preoccupazione; non così nella varie emittenti locali, che trasmettono i filmati che vengono loro recapitati di nascosto ottenendo altissimi ascolti e suscitando l'interesse della stampa non solo nazionale.
Il confronto tra il sangue fornito da Tiziana e quello rinvenuto nella villa evidenzia che quest'ultimo appartiene con ogni probabilità alla madre della ragazza; Camilla intuisce allora che Tiziana Paltrinieri è la figlia segreta di Vanessa Silvi, che viene poi ritrovata cadavere in un fosso della bassa pianura.
Nella casa del cosiddetto Grande Fratello, viene decisa l'eliminazione prima di Tonino poi di Gianni, che vengono soppressi dagli stessi compagni di prigionia. Camilla però inizia a nutrire dei dubbi sulla veridicità di quanto accaduto, così, d'accordo con Meri, la compagna di Tonino, fa pubblicare la falsa notizia che suo figlio sta molto male. Come risultato, la presunta vittima torna di notte alla propria casa e viene sorpresa da Camilla, ivi appostatasi. L'investigatrice continua a indagare focalizzandosi sulle conoscenze di Catia, che appare come una personalità molto ambiziosa e intraprendente, malgrado la giovane età, desiderosa di sfondare a tutti i costi nel mondo dello spettacolo, e sospetta che abbia ideato un'enorme messinscena per lanciare la propria immagine. 
Il romeno che ha aggredito Camilla viene arrestato dagli uomini di Beggiato, che lo ritiene anche il responsabile dell'assassinio di Vanessa, ma Camilla dubita che sia lui l'omicida. Gli mostra la foto di Gabriella Pelacani, che egli riconosce come la mandante dell'aggressione alla poliziotta. L'ispettore Cagliostri si reca allora dalla sorella di Vanessa, che le confessa il delitto: Gabriella era infatti gelosa delle attenzioni che Vanessa riservava a Tiziana, e temeva che volesse staccarla da lei.
La finzione del Grande Fratello si conclude con Loredana che, apparentemente soggiogata dalla personalità di Catia, accetta di sacrificarsi perché l'altra compagna di sventura si salvi.

### Parte terza: Il duello
Dopo la conclusione della farsa televisiva, il regista e uomo di spettacolo Pino Dorio, che ha diretto le riprese, organizza una conferenza stampa a cui partecipano Catia, Tonino e Gianni. Spicca l'assenza di Loredana, della quale nessuno ha notizie. Catia si gode la tanto agognata notorietà con ospitate televisive e servizi sui rotocalchi, nei quali appare anche al fianco di Beggiato, che dopo aver tentato invano di corteggiare Camilla dimostra un interesse sentimentale per la bella rossa.
Camilla sospetta che Catia, per cautelarsi, abbia deciso di eliminare veramente Loredana, che era una donna di temperamento vendicativo in possesso di informazioni compromettenti sul suo passato. Decide quindi di tener d'occhio Delma, che però se n'accorge e la fa rapire dal suo amante e collega di lavoro Gigi Saletti.
Al suo risveglio, Camilla si ritrova rinchiusa in una cella frigorifera assieme a salumi vari e alla testa di Loredana spiccata dal corpo. Delma ordina a Gigi di ucciderla e di fare sparire il suo corpo come avevano fatto con quello di Loredana, cioè portandolo un pezzo dopo l'altro al salumificio, ma Camilla riesce a guadagnare tempo facendo parlare l'uomo, finché non arrivano Catia e Beggiato. La giovane, all'oscuro del delitto commesso dalla madre e dal di lei amante, chiede a Delma di lasciar andare Camilla, mentre il commissario tiene Gigi sotto tiro.
Alla fine, Catia si stabilisce a Roma con Beggiato. Anche Tiziana si trasferisce nella città eterna, nell'appartamento ereditato dalla sua madre naturale.

## Personaggi
- Camilla Cagliostri: ispettore di polizia in forza alla questura di Modena.
- Nanda Violo: ispettore di polizia che condivide l'ufficio con Camilla.
- Donato Barleri: agente di polizia, collega di Camilla, di cui al momento è l'amante.
- Francesco Savino: commissario di polizia, in forza alla questura di Modena.
- Vincenzo Salinitro: agente di polizia, collega di Camilla.
- Cosimo Di Nardo: questore di Modena.
- Alberto Ferioli: sostituto procuratore della Repubblica di Modena.
- Antonio Bellomi: medico dell'Istituto di Medicina legale.
- Teodoro Lanza: commissario di polizia, in forza alla questura di Modena.
- Vanessa Silvi, nome d'arte di Vanessa Pelacani: attrice quarantenne nativa della provincia di Modena.
- Gabriella Pelacani in Paltrinieri: sorella di Vanessa, maggiore di quattro o cinque anni.[3]
- Giacomo Paltrinieri: marito di Gabriella.
- Tiziana Paltrinieri: studentessa diciottenne, figlia putativa dei precedenti. Si scoprirà poi essere figlia di Vanessa.
- Cesare Galli: regista, amante di Vanessa.
- Carla Celio: agente di Vanessa.
- Massimo Gala, nome d'arte di Massimo Galavotti: attore nativo di Modena stabilitosi a Roma, ex amante di Vanessa.
- Mirta Bellini: cantante diciottenne di Campogalliano, giovane starlette del rock. Aveva subito minacce, ma queste non rivelano alcun rapporto con quelle di Vanessa Silvi.
- Tonino Braida: floricoltore trentunenne di Nonantola, ospite della casa del Grande Fratello.
- Meri: convivente e futura sposa del precedente, madre di suo figlio Mirko di un anno.
- Catia Malavasi: commessa ventiquattrenne della Coop di Modena dalla capigliatura rosso fuoco, ospite della casa del Grande Fratello.
- Adelma Bisi vedova Malavasi detta Delma e, in gioventù, la Pipadòra[4]: madre di Catia, operaia alla fabbrica di salumi Salem. In gioventù è stata Miss Modena e ha tentato la strada dello spettacolo, prima di rassegnarsi a sposare un impiegato di banca.
- Gianni Barbieri: imprenditore quarantenne, ospite della casa del Grande Fratello.
- Milena Bizzi: moglie del precedente, nella sui azienda lavora.
- Loredana Berri detta Lory: trentunenne indossatrice e organizzatrice di sfilate di moda, di tendenze lesbiche.
- Lucio Setti: socio d'affari di Loredana Berri.
- Pino Dorio: regista e uomo di spettacolo, di supposte tendenze omosessuali. Si rivela il regista del cosiddetto Grande Fratello.
- Federica Maletti: amica di Vanessa Silvi, in possesso della lettera con preziose informazioni.
- Sergio Beggiato: commissario di polizia, nativo di Treviso, mandato da Roma per dirigere la task force incaricata d'indagare sui rapimenti.
- Stefano Marchetti: giornalista del Resto del Carlino. Si tratta di un personaggio realmente esistente.[5]
- Ercole Pareschi: ginecologo in pensione di Reno Centese. Rivela a Camilla che Gabriella Pelacani non poteva avere figli a causa di una malformazione all'utero, e che la sorella Vanessa da giovane era rimasta incinta.
- Walter Calzolari: orefice di Modena dal quale Catia ha comprato un costoso orologio. Inizialmente tenta di pagarlo con una prestazione sessuale, ma non avendolo convinto perché gay ripiega successivamente su un pagamento in contanti.
- Corrado Pignatti: cavaliere del lavoro, titolare della Copitra S.p.A., una fabbrica di trattori di Correggio. Ex datore di lavoro e amante di Catia.
- Nicolae Grigorescu: immigrato romeno autore dell'aggressione a Camilla.
- Geminiano Salvioli: ex impresario di spettacolo in pensione. Fornisce a Camilla informazioni sul passato di Delma.
- Gigi Saletti: collega di Delma alla Salem e suo amante. È un omone con un ritardo mentale, ma di cui si favoleggiano mirabolanti prodezze amatorie.

## Edizioni italiane
- Giuseppe Pederiali, Camilla e il Grande Fratello, collana Narratori moderni, Milano, Garzanti, 2005, ISBN 88-11-67861-7.
- Giuseppe Pederiali, Camilla e il Grande Fratello, Milano, Mondolibri, 2006.
- Giuseppe Pederiali, Camilla e il Grande Fratello, collana Gli elefanti. Thriller, Milano, Garzanti, 2008, ISBN 978-88-11-68086-4.